# Asca
Asuka Ōkura (大倉 明日香, Ōkura Asuka, nascida em cinco de setembro de 1996), também conhecida pelo nome artístico Asca (estilizado como ASCA), é uma cantora e música japonesa com contrato com a Sony Music Japan e Sacra Music. Ela estreou em 2013 após ser finalista no 5º Animax All-Japan Anisong Grand Prix. Depois de ter focado em seus estudos, retomou a carreira musical no final de 2016. Suas canções já estiveram em vários animes, como Sword Art Online, Fate/Apocrypha, Darwin's Game, Edens Zero, e Mahouka Koukou no Rettousei.

## Biografia

### Primeiros anos
Ōkura nasceu na província de Aichi em 5 de setembro de 1996. Ela aspirava se tornar uma musicista desde que estava no ensino fundamental, época em que também se interessou por música de anime. Ela se interessou por cantar depois de ouvir a música "I believe" de Ayaka, e músicas de BoA e Dreams Come True. Durante o seu segundo ano no ensino secundário, a sua irmã mais velha, que tinha começado a ter aulas de música, encorajou-a a fazer o mesmo. Depois, ela começou a tocar em uma banda, com ela nos vocais e suas irmãs tocando instrumentos.

### Carreira
Com o incentivo de seu professor de música, ela decidiu fazer um teste para o 5º Animax All-Japan Anisong Grand Prix em 2011. Ela se tornou finalista no concurso, que acabou sendo vencido por Konomi Suzuki. Embora não tenha vencido o concurso, como finalista, Ōkura recebeu uma oferta de um contrato de um ano com a gravadora Media Factory. Depois de um ano e com o contrato prestes a expirar, foi decidido que ela faria sua estreia musical. Ela lançou seu primeiro single "Prime Number: Kimi to Deaeru Hi" (Prime number ~君と出会える日~)  em 11 de março de 2013; a música-título é usada como o segundo tema de encerramento da série de anime Sakura-sō no Pet na Kanojo. Após o lançamento do single, ela colocou sua carreira em espera para se concentrar nos estudos do ensino médio.
Depois de se formar no ensino médio, Ōkura retomou sua carreira musical em 2016. Seu primeiro lançamento pós-retorno foi o mini-álbum Days, que foi lançado digitalmente em 21 de dezembro de 2016. No ano seguinte, ela mudou-se para a gravadora Sacra Music e começou a usar o nome artístico Asca. Seu próximo lançamento foi a música "Rust", que foi incluída na edição de agosto de 2017 da revista LisAni. Seu segundo single "Koe" foi lançado digitalmente em 12 de novembro de 2017 e recebeu um lançamento físico em 22 de novembro de 2017; a faixa-título é usada como o segundo tema de encerramento da série de anime Fate/Apocrypha.
O terceiro single de Asca, "Pledge", foi lançado digitalmente em 16 de fevereiro de 2018 e recebeu um lançamento físico em 21 de fevereiro de 2018; a música é usada como tema de encerramento do anime Grancrest Senki. Seu quarto single "Rin" (凜, Cold)  foi lançado digitalmente em 4 de maio de 2018 e recebeu um lançamento físico em 9 de maio de 2018; a música é usada como segundo tema de abertura do anime Grancrest Senki. Ela lançou, digitalmente, três singles em colaboração "Ain Soph Aur" (アインソフオウル, Limitless Light)  com Ayasa, "Nisemono no Koi ni Sayounara" (偽物の恋にさようなら, Goodbye to Fake Love) com Kanon Wakeshima e "Suspected, Confused and Action" com Boku no Lyric no Boyomi, em 24 de setembro de 2018, 29 de outubro de 2018 e 30 de novembro de 2018, respectivamente.
O quinto single de Asca, "Resister", foi lançado digitalmente em 13 de janeiro de 2019 e recebeu um lançamento físico em 27 de fevereiro de 2019; a música "Resister" foi usada como o segundo tema de abertura do anime Sword Art Online: Alicization, enquanto a música "Mirage" foi usada como tema do jogo VR Tokyo Chronos. ASCA é destaque na música "Unti-L" de Hiroyuki Sawano, sob o nome "SawanoHiroyuki[nZk]:ASCA"; a faixa aparece no álbum de Sawano "R∃/MEMBER". Seu sexto single "Rust/Hibari/Kōbō" foi lançado em 4 de setembro de 2019. "Hibari" foi lançado digitalmente em 14 de julho de 2019, e é usado como tema de encerramento da série de anime Lord El-Melloi Nisei no Jikenbo, enquanto "Kōbō" é usado como música de inserção do jogo VR Tokyo Chronos.
Asca lançou seu primeiro álbum intitulado Hyakkaryōran (百花繚乱, Hundred Songs)  em 6 de novembro de 2019. O álbum incluía sua música "Selfrontier",  que foi usada como tema de abertura no jogo Sword Art Online: Alicization Rising Steel. Seu sétimo single "Chain" foi lançado digitalmente em 18 de janeiro de 2020 e recebeu um lançamento físico em 26 de fevereiro de 2020; a faixa-título é usada como tema de abertura da série de anime Darwin's Game. Ela colaborou com Takanori Nishikawa na execução da música "Tenbin -LIBRA-" (天秤-Libra-)    que foi lançada em 27 de maio de 2020; a música é usada como tema de abertura na série de anime Shironeko Project: Zero Chronicle.
O oitavo single de Asca, "Howling", foi lançado digitalmente em 4 de outubro de 2020,  e foi lançado em forma física em 4 de novembro de 2020; a faixa-título é usada como tema de abertura da segunda temporada da série de anime Mahouka Koukou no Rettousei. O single em si incluirá o segundo single de Garnidelia, "Grilletto", que foi usado como segunda abertura da primeira temporada do mesmo anime. Asca também cantou a música tema de encerramento da segunda temporada do anime Edens Zero; a música, "Rinne", que foi lançada como single em 2 de abril de 2023.
Em 2023, se apresentou no Brasil pela primeira vez participando do Anime Friends.

## Discografia

### Como Asuka Ōkura

#### Mini álbuns
| Título        | Detalhes                                                      |
| ------------- | ------------------------------------------------------------- |
| Days (Indies) | - Lançado: 21 de dezembro de 2016 - Formato: Download digital |

#### Singles
| Título                                              | Detalhes                           | Posição no Oricon Singles Chart |
| --------------------------------------------------- | ---------------------------------- | ------------------------------- |
| "Prime number ~Kimi to Deaeru Hi~" (君と出会える日) | - Lançado: 27 de fevereiro de 2013 | 40                              |

### Como ASCA

#### Álbuns
| Título                  | Detalhes | Posição no Oricon Albums Chart |
| ----------------------- | --- | ------------------------------ |
| Hyakkaryōran (百歌繚乱) | - Lançado: 6 de novembro de 2019 - Gravadora: Sacra Music (VVCL-1525, VVCL-1527, VVCL-1529) - Formato: CD, CD+BD | 11                             |
| Hyakki Yakō (百希夜行)  | - Lançado: 27 de janeiro de 2021 - Gravadora: Sacra Music (VVCL-1812, VVCL-1815, VVCL-1817) - Formato: CD, CD+BD | 23                             |
| Vivid                   | - Lançado: 13 de março de 2024 - Gravadora: Sacra Music - Formato: CD, CD+BD                                     | 38                             |

#### EPs
| Título                                             | Detalhes | Posição no Oricon Albums Chart |
| -------------------------------------------------- | --- | ------------------------------ |
| Kimi ga Mita Yume no Monogatari (君が見た夢の物語) | - Lançado: 26 de janeiro de 2022 - Gravadora: Sacra Music (VVCL-1999, VVCL-2000, VVCL-1997) - Formato: CD,CD+BD | 28                             |

#### Singles
| "Rust"                                                  | - Lançamento: Agosto de 2017          | —  | Hyakkaryōran (百歌繚乱) |
| "KOE" (Voice)                                           | - Lançamento: 22 de novembro de 2017  | 33 | Hyakkaryōran (百歌繚乱) |
| "Pledge"                                                | - Lançamento: 21 de fevereiro de 2018 | 92 | Hyakkaryōran (百歌繚乱) |
| "Rin" (凜, Cold)                                        | - Lançamento: 9 de maio de 2018       | 44 | Hyakkaryōran (百歌繚乱) |
| "Resister"                                              | - Lançamento: 27 de fevereiro de 2019 | 14 | Hyakkaryōran (百歌繚乱) |
| "RUST/Hibari/Kōbō" (RUST/雲雀/光芒)                     | - Lançamento: 4 de setembro de 2019   | 20 | Hyakkaryōran (百歌繚乱) |
| "Chain"                                                 | - Lançamento: 26 de fevereiro de 2020 | 26 | Hyakki Yakō (百希夜行)  |
| "Howling"                                               | - Lançamento: 4 de novembro de 2020   | 20 | Hyakki Yakō (百希夜行)  |
| "Carpe Diem / Villain"                                  | - Lançamento: 2 de junho de 2021      | 25 | singles sem álbuns      |
| "Rinne"                                                 | - Lançamento: 26 de abril de 2023     | 36 | singles sem álbuns      |
| "Watashi ga Warau Wake ha"                              | - Lançamento: 15 de novembro de 2023  | 43 | singles sem álbuns      |
| "—" representa lançamentos que não entraram no ranking. |                                       |    |                         |

#### Singles digitais
| Título                                                                        | Detalhes                          | Álbum                   |
| ----------------------------------------------------------------------------- | --------------------------------- | ----------------------- |
| "Ain Soph Aur" (アインソフオウル) (com Ayasa )                                | - Lançado: 24 de setembro de 2018 | Hyakkaryōran (百歌繚乱) |
| "Nisemono no Koi ni Sayounara" (偽物の恋にさようなら) (com Kanon Wakeshima )  | - Lançado: 29 de outubro de 2018  | Hyakkaryōran (百歌繚乱) |
| "Suspected, Confused and Action" (sob o nome ASCA VS Boku no Lyric no Boyomi) | - Lançado: 30 de novembro de 2018 | Hyakkaryōran (百歌繚乱) |
| "Inochi No Akashi" (命ノ証)                                                   | - Lançado: 18 de julho de 2021    | Singles sem álbuns      |
| "Gyakkyou Spectrum" (逆境スペクトル)                                          | - Lançado: 27 de novembro de 2021 | Singles sem álbuns      |
| "Kimi ga Mita Yume no Monogatari" (君が見た夢の物語)                          | - Lançado: 1 de janeiro de 2022   | Singles sem álbuns      |
| "Saiu Umononi" (サウイウモノニ)                                               | - Lançado: 20 de julho de 2022    | Singles sem álbuns      |

#### Singles colaborativos
| Título                                                                           | Detalhes                         | Posição noOricon Singles Chart | Álbum                  |
| -------------------------------------------------------------------------------- | -------------------------------- | ------------------------------ | ---------------------- |
| "Tenbin -LIBRA-" (天秤-Libra-) (com Takanori Nishikawa )                         | - Lançado: 27 de maio de 2020    | 7                              | Hyakki Yakō (百希夜行) |
| "Sо̄kyū no Fanfare" (蒼穹のファンファーレ) (com FictionJunction, Eir Aoi, ReoNa ) | - Lançado: 28 de outubro de 2022 | —                              | —                      |

#### Participações especiais
| Título   | Ano  | Álbum     | Artista               |
| -------- | ---- | --------- | --------------------- |
| "Unti-L" | 2019 | R∃/MEMBER | Sawano Hiroyuki [nZk] |